# Parasemia flavipennis
Parasemia flavipennis là một loài bướm đêm thuộc phân họ Arctiinae, họ Erebidae.